# セイレン (アルバム)
『セイレン』はal.ni.coの1作目、唯一のアルバムで、現在は廃盤となっている。初回盤は三方背スケルトンBOX仕様で別途フォトブックが封入。規格品番：MVCH-29028。

## 内容
シングル「TOY$!」「晴れた終わり」「カナリア」を含む全10曲。M10「Prayer」の後に（11分11秒～）隠しトラックが収録されている。
アルバム・タイトルの「セイレン」は、ギリシア神話に登場する「セイレーン」から取られており、上杉は「自分たちもロックに導かれて、沈没しそうになったり、気持ちよくなったり、色々な体験をした中で生まれた音楽なので、そのタイトルとした」と語り「純度100%のロック・アルバム」「思い残すことがひとつ減った」と述べている。
上杉は現在もライヴでこのアルバム収録曲のいくつかを披露している。上杉のアルバム『Blackout in the Galaxy』では「Tough Luck」をリメイクした「(New shit)Tough Luck」が収録された。
2024年12月4日、サブスクでの配信開始。

## 収録曲
全曲作詞・作曲：上杉昇　編曲：柴崎浩（特記以外）　作曲：柴崎浩（10）
1. Prologue
  - 詞は長生きしたいということが書かれている。
2. カナリア
  - 3rdシングル。
  - 前奏がシングルバージョンと異なる。
  - タイトルのカナリアは、自分のような情けない歌うたいを象徴していると上杉が述べている[6]。
3. 「G」
4. 晴れた終わり
  - 2ndシングル。
5. Tough Luck
  - 英訳：Eriic Zai
  - ちょっと息抜きできる曲が欲しくてできた曲。
6. TOY$!
  - 1stシングル。
7. Suicide Solution
8. Blindman's Buff
9. Living For Myself
  - 英訳：Eriic Zai
  - 柴崎が「この曲があるからal.ni.coがあると言っても過言ではない」と発言している。
10. Prayer
  - 3rdシングルのカップリング。
11. Fuck.Rock.Suck[1]　
  - 隠しトラック。

## 参加ミュージシャン
- 上杉昇 （ボーカル、ノイズ・ギター「Blindman's Buff」 ）
- 柴崎浩 （ギター・プログラミング・ベース）
- 山木秀夫（ドラム） 「カナリア」「晴れた終わり」「Suicide Solution」「Living For Myself」
- 向山テツ（ドラム）　「TOY$!」
- 南都亮二（ドラム） 「Prologue」「Tough Luck」「Blindman's Buff」 WANDSのライヴにも参加。
- 高橋ロジャー和久（ドラム） 「「G」」 ライヴのサポートメンバーも兼任。
- 鈴木享明（ベース） 「TOY$!」「Blindman's Buff」 ライヴのサポートメンバーも兼任。
- 六川正彦（ベース） 「カナリア」
- サカモトアキラ（ベース）「Prologue」「Living For Myself」
- マツバヤシマサミ（オルガン）「カナリア」
- オノダナオユキ（アコースティック・ピアノ&フェンダー・ローズ）「晴れた終わり」
- 三沢またろう（パーカッション） 「晴れた終わり」
- YOKAN（水江洋一郎、ホーン） 「カナリア」
- 桑野聖（ストリングス・アレンジメント、ヴァイオリン）「Suicide Solution」
- フジイエマコト（ヴァイオリン）「Suicide Solution」
- 四家卯大（チェロ）「晴れた終わり」「Blindman's Buff」
- ホリサワマサミ（チェロ）「Suicide Solution」
- ハギワラカオル（ヴィオラ）「晴れた終わり」
- オオムラサチエ（ヴィオラ）「Suicide Solution」
- ミスミ（コーラス）「カナリア」